# Trinidad de la Noi
Trinidad de la Noi Gutiérrez (n. 24 de abril de 1998) es una modelo, creadora de contenido y actriz chilena, ganadora del concurso Elite Model Look Chile 2012.

## Biografía
Trinidad de la Noi Gutiérrez nació en Santiago, Chile. Es hija de Alberto de la Noi y Carmen Gutiérrez, tiene un hermano mellizo llamado Lucas que estudia la carrera de medicina. 
En el año 2019, Trinidad se comprometió con Cristóbal González con quien ya llevaba más de dos años y medio de relación. En ese entonces decidieron vivir en Nueva York debido a los estudios de magíster de Cristóbal. La pareja se casó en una ceremonia civil en enero de 2021 y en una ceremonia religiosa el 15 de enero de 2022. Sin embargo, Trinidad anunció su separación en 2024, luego de haber llegado a Chile sola a finales de 2023 para trabajar en los Juegos Panamericanos. 
Actualmente, Trinidad se encuentra en una relación con el jugador de voleibol de playa profesional Esteban Grimalt.

## Carrera
A los 12 años fue descubierta por un agente de modelos de Felipe Ramírez cuando se encontraba en un centro comercial. Como era muy joven, fue fichada por la agencia Elite Model pero tuvo que esperar hasta los 14 años para entrar.

### Elite Model Look
En agosto de 2012 ganó el concurso de la agencia Elite para encontrar a la representante de Chile que participaría en Elite Model Look que se llevó a cabo en Shanghái, China, y donde obtuvo el 2°lugar.

### Modelaje
Desde ahí ha continuado su trabajo tanto en Chile como fuera del país. Siendo adolescente, Trinidad viajó a Europa durante sus vacaciones para trabajar. Firmó con la agencia Elite en Londres, Milan, Paris y Barcelona como parte del premio obtenido en el concurso. Fue en este tiempo donde realizó desfiles para Dolce & Gabbana, y La Perla.
Trinidad ha también aparecido en la portada de las revistas Harper's Bazaar Chile, Elle Argentina, Cosmopolitan Chile y Women's Health Chiley ha hecho editoriales para Glamour Magazine y Design Scene.
En 2015 firmó con la agencia The Society en Nueva York, lo que le permitió ser la primera modelo chilena en asistir a un casting para el desfile de Victoria's Secret. En esta ciudad realizó desfiles para Ryan Roche y Lela Rose.
La mayor parte de su trabajo lo ha realizado en Chile, donde ha sido contratada para varias campañas a nivel local para importantes firmas internacionales como Adidas y Tommy Hilfiger tanto como modelo como creadora de contenido para redes sociales. Es actualmente embajadora de la marca de autos Exeed.
En septiembre de 2019 se instaló en Nueva York con su entonces pareja Cristóbal González. Ahí firmó con la agencia Supreme y realizó trabajos y desfiles para marcas como Nicolle Miller, Lamer, Revlony Bobbi Brown.

### Cine
En el año 2014 fue una de las protagonistas de la película Maldito Amor junto a Raquel Calderón y Steffi Méndez. La película fue dirigida por los hermanos Gonzalo y Sebastián Badilla.

## Filmografía
- Maldito amor (2014)